# George Hodgson
George Ritchie Hodgson (Montréal, 12 ottobre 1893 – Montréal, 1º maggio 1983) è stato un nuotatore canadese.
Ha vinto due medaglie olimpiche nel nuoto, entrambe alle Olimpiadi 1912 svoltesi a Stoccolma. In particolare ha vinto una medaglia d'oro nella gara di 400 metri stile libero maschile e un'altra medaglia d'oro nei 1500 metri stile libero maschile.